# Marathon de Séoul
Le Marathon de Séoul (en anglais : Seoul International Marathon) est une course d'une distance classique de 42,195 km se déroulant tous les ans dans la ville de Séoul, en Corée du Sud. Créée en 1993, l'épreuve fait partie du circuit international des IAAF Road Race Label Events, dans la catégorie des « Labels d'or ».

## Palmarès
| Année | Hommes                                              | Nationalité                                         | Temps                                               | Femmes                                              | Nationalité                                         | Temps                                               |
| ----- | --------------------------------------------------- | --------------------------------------------------- | --------------------------------------------------- | --------------------------------------------------- | --------------------------------------------------- | --------------------------------------------------- |
| 2010  | Sylvester Teimet                                    | Kenya                                               | 2 h 06 min 49 s                                     | Amane Gobena                                        | Éthiopie                                            | 2 h 24 min 13 s                                     |
| 2011  | Abderrahim Goumri                                   | Maroc                                               | 2 h 09 min 11 s                                     | Robe Guta                                           | Éthiopie                                            | 2 h 26 min 51 s                                     |
| 2012  | Wilson Loyanae                                      | Kenya                                               | 2 h 05 min 37 s                                     | Feyse Tadese                                        | Éthiopie                                            | 2 h 23 min 26 s                                     |
| 2013  | Franklin Chepkwony                                  | Kenya                                               | 2 h 06 min 59 s                                     | Flomena Chepchirchir                                | Kenya                                               | 2 h 25 min 43 s                                     |
| 2014  | Yacob Jarso                                         | Éthiopie                                            | 2 h 06 min 17 s                                     | Helah Kiprop                                        | Kenya                                               | 2 h 27 min 29 s                                     |
| 2015  | Wilson Loyanae                                      | Kenya                                               | 2 h 06 min 11 s                                     | Guteni Shone                                        | Éthiopie                                            | 2 h 26 min 22 s                                     |
| 2016  | Wilson Loyanae                                      | Kenya                                               | 2 h 05 min 13 s                                     | Rose Chelimo                                        | Kenya                                               | 2 h 24 min 14 s                                     |
| 2017  | Amos Kipruto                                        | Kenya                                               | 2 h 05 min 54 s                                     | Margaret Agai                                       | Kenya                                               | 2 h 25 min 52 s                                     |
| 2018  | Wilson Loyanae                                      | Kenya                                               | 2 h 06 min 57 s                                     | Damte Hiru                                          | Éthiopie                                            | 2 h 24 min 08 s                                     |
| 2019  | Amos Kipruto                                        | Kenya                                               | 2 h 06 min 00 s                                     | Desi Mokonin                                        | Bahreïn                                             | 2 h 23 min 44 s                                     |
| 2020  | Course annulée en raison de la pandémie de Covid-19 | Course annulée en raison de la pandémie de Covid-19 | Course annulée en raison de la pandémie de Covid-19 | Course annulée en raison de la pandémie de Covid-19 | Course annulée en raison de la pandémie de Covid-19 | Course annulée en raison de la pandémie de Covid-19 |
| 2021  | Course annulée en raison de la pandémie de Covid-19 | Course annulée en raison de la pandémie de Covid-19 | Course annulée en raison de la pandémie de Covid-19 | Course annulée en raison de la pandémie de Covid-19 | Course annulée en raison de la pandémie de Covid-19 | Course annulée en raison de la pandémie de Covid-19 |
| 2022  | Mosinet Geremew                                     | Éthiopie                                            | 2 h 4 min 43 s                                      | Joan Chelimo Melly                                  | Roumanie                                            | 2 h 18 min 4 s                                      |
| 2023  | Amedework Walelegn                                  | Éthiopie                                            | 2 h 5 min 27 s                                      |                                                     |                                                     |                                                     |

 Record de l'épreuve